# Kanem (departamento)
Kanem é um dos 2 departamentos que fazem parte da região de Kanem, no Chade. A capital é Mao.
O departamento é dividido em 10 subprefeituras:
- Am Doback
- Kekedina
- Mao
- Melea
- Mondo
- Nokou
- Nthiona
- Rig Rig
- Wadjigui
- Ziguey